# Sierras de Málaga
Sierras de Málaga és una denominació d'origen andalusa dels vins produïts a la província de Màlaga que s'ajustin a les condicions del Consell Regulador de les denominacions d'origen. Aquest mateix Consell regula les denominacions d'origen Málaga i Pasas de Málaga. La denominació fou creada el 2001 i acull vins blancs, rosats i negres de menys del 15% de volum.

## Denominació dels vins
- Criança: 6 mesos en barrica i 18 mesos en botella.
- Reserva: 12 mesos en barrica i 24 mesos en botella.
- Gran Reserva: 24 mesos en barrica i 36 mesos en botella.[1]

## Varietats de raïm
- Blanques: chardonnay, macabeu, sauvignon blanc, pedro ximenes, moscatell de gra petit i de gra gran, forcallat, forastera blanca, romé.
- Negres : cabernet sauvignon, merlot, syrah, ull de llebre.

## Entorn de producció
- La Axarquía: Orografia accidentada i clima càlid i poc plujós.
- Muntanyes de Màlaga: És la zona de major altitud, la més freda i plujosa.
- Comarca d'Antequera: S'estén per la Vega d'Antequera. Clima continental amb hiverns freds i estius calorosos.
- Costa del Sol Occidental: Terreny de pujols amb clima calorós i poc plujós.
- Serranía de Ronda: Terreny alt i muntanyós.[1]